# Oreopholus ruficollis
Oreopholus ruficollis là một loài chim trong họ Charadriidae. Loài này được tìm thấy tại Argentina, Bolivia, Brazil, Chile, Peru, và Uruguay.